# Кнорозов Юрій Валентинович

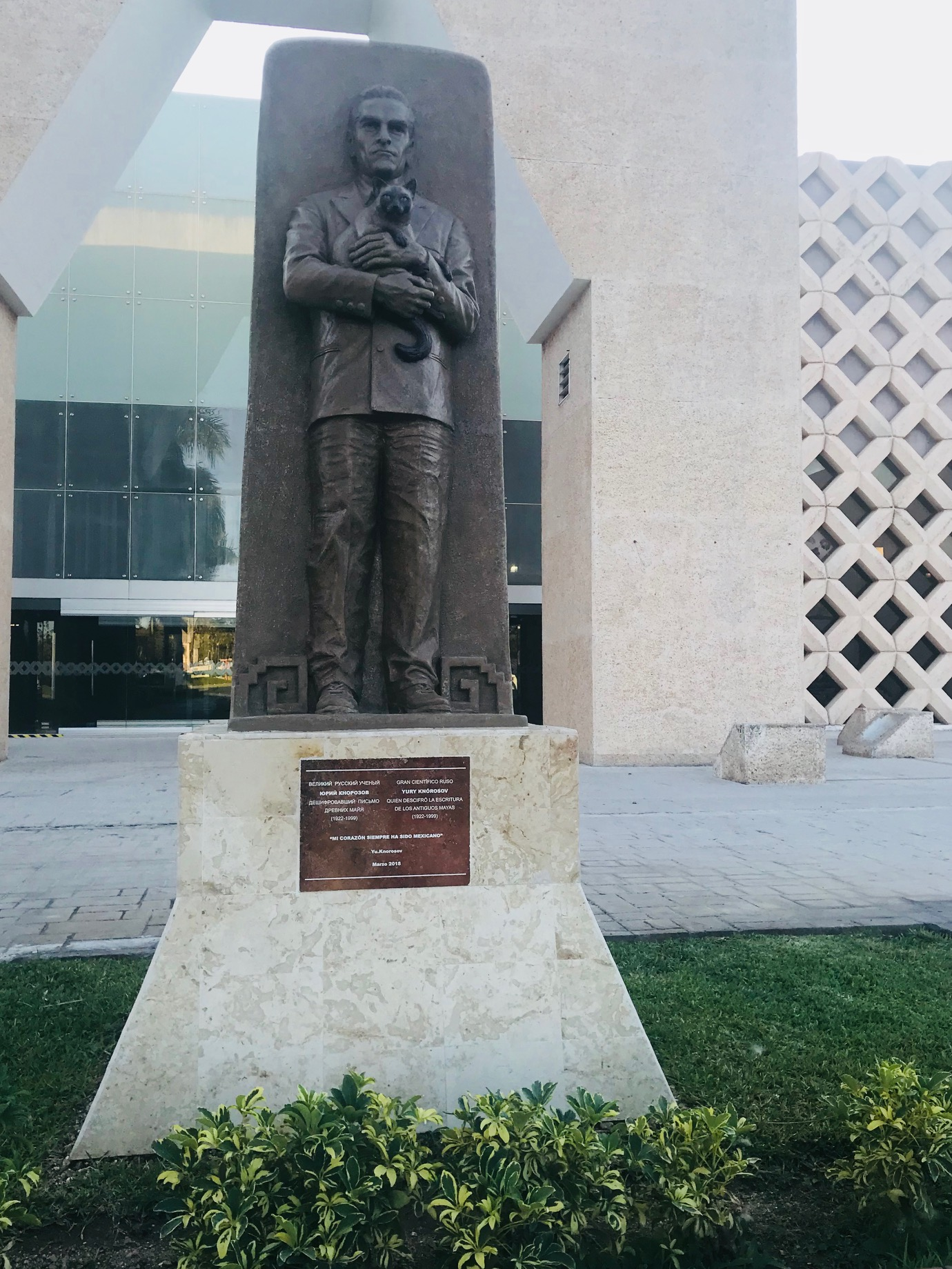
Пам'ятник Юрію Кнорозову у Мериді (Мексика), відкритий у березні 2018

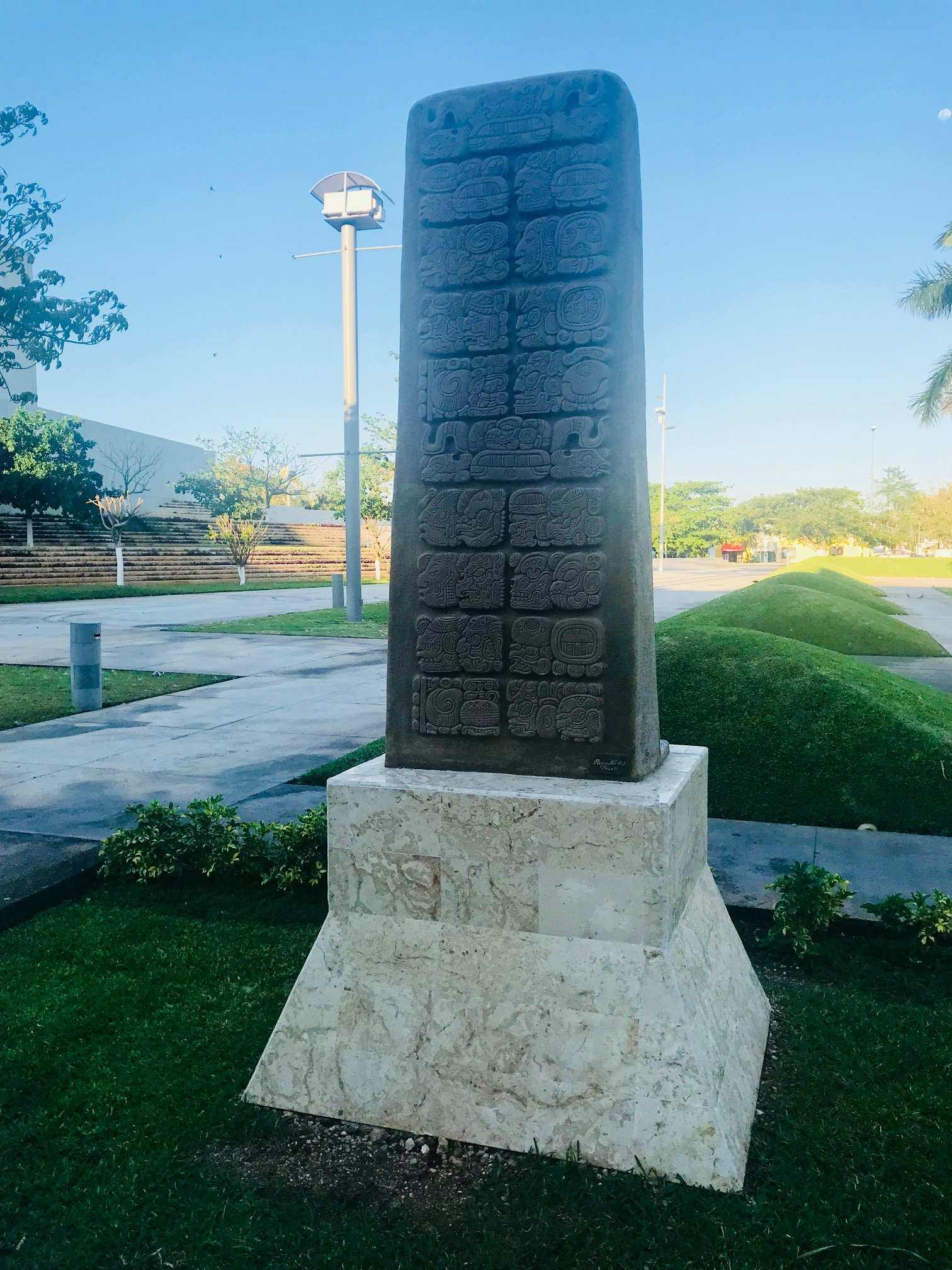
Зворотний бік пам'ятника

Ю́рій Валенти́нович Кно́розов (19 листопада 1922, Південне, Харківська область, УСРР — 31 березня 1999, Санкт-Петербург) — радянський і український історик та етнограф, спеціаліст з епіграфіки та етнографії; засновник радянської школи маяністики. Доктор історичних наук (1955). Лауреат Державної премії СРСР (1977). Кавалер Ордена Ацтекського орла (Мексика) та Великої золотої медалі (Гватемала).
Відомий своїм розшифруванням писемності мая, впровадженням математичних методів дослідження нерозшифрованих писемностей. Його головна праця — «Система письма майя» (1952) — стала фундаментом для подальшого вивчення культури майя.
До групи дослідників під керівництвом Конорозова в різний час входили такі відомі історики, етнографи та лінгвісти, як Олександр Кондратов, Маргарита Альбеділь, Микола Бутін та інші. У середині 1950-х років ними було розпочато дослідження писемності острова Пасхи (Ронго-ронго). У 1960 роки група Кнорозова запропонувала дешифрування писемності долини Інду, яке, однак, поки не є загальновизнаним.
Після участі Юрія Кнорозова в Міжнародному конгресі американістів у Копенгагені в 1956 році радянська влада заборонила йому виїжджати за кордон, вважаючи його дослідження «несуттєвими» для інтересів держави. Лише після розпаду СРСР, через 34 роки після накладеної заборони, він отримав можливість виїхати за межі країни. У 1990-х роках Кнорозов нарешті здійснив свою давню мрію — відвідав руїни міст майя, що було його давньою мрією.
Поки увесь світ визнавав і шанував досягнення Кнорозова, в СРСР його праці не отримали належного визнання та не здобули широкого розголосу серед громадськості.

## Ранні роки
Юрій Валентинович Кнорозов народився у селищі Південне (зараз місто Південне) під Харковом, у сім'ї головного інженера Південного тресту будматеріалів з Кавказу (родом з Кубані), мати — росіянка з Великого Устюга. Його бабця по батьковій лінії була відомою вірменською акторкою Марією Сахав'ян з псевдонімом «Марі Забель» — першою народною артисткою Вірменії.
Будинок, де він з'явився на світ, зберігся досі — у ньому зараз живуть родичі вченого. Одним із важких спогадів дитинства залишався Голодомор в Україні 1932—1933, пережити який вдалося тільки завдяки городам, які робили навіть містяни в найнесподіваніших місцях.
Брати: Сергій — інженер-геодезист, Борис — ад'юнкт Військової академії імені Ф. Е. Дзержинського, Леонід — військовий лікар 3-го рангу особливої Далекосхідної Червонопрапорної армії, сестра Галина — науковий працівник Всеукраїнського ендокринологічного інституту. Як стверджує у своїх спогадах про Кнорозова російський історик-епіграфіст Галина Єршова: «Народився Юрій Валентинович під Харковом в сім'ї російських інтелігентів, що підкреслював особливо, завжди вважаючи себе росіянином», однак його прізвище походить від українського «Кнурів», та й початкову та середню спеціальну освіту він отримав українською мовою, про що свідчить «Свідоцтво» 1939 року про закінчення робітфаку при II Харківському медичному інституті.
За твердженням самого Юрія Валентиновича, його датою народження було 31 серпня, за паспортом — 19 листопада. У школі він був здібним, але занадто неконтрольованим учнем. Незважаючи на свою ексцентричну поведінку, майбутній учений відзначився у вивченні як природних, так і гуманітарних наук, а також цікавився різними видами мистецтва: грав на скрипці, писав вірші і виявляв здібності до малювання з практично фотографічною точністю.

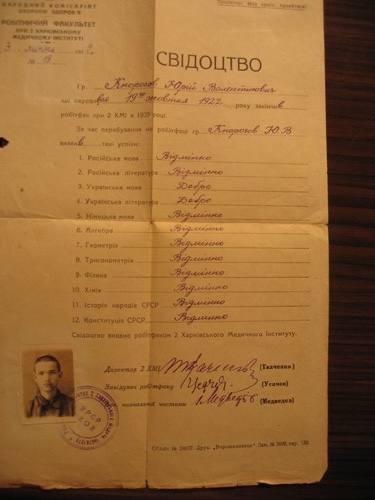

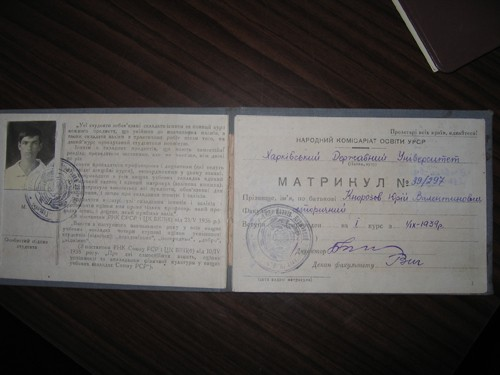

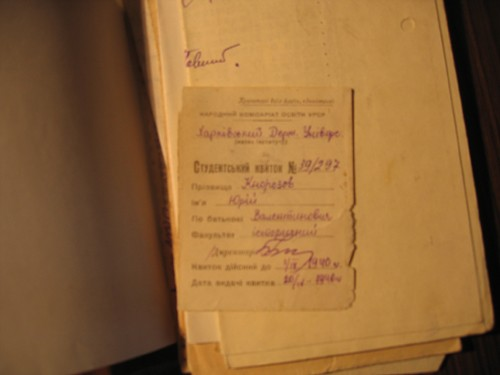

У 1937 році закінчив 7 класів залізничної школи № 46 в Південному, а в 1939 році закінчив робітфак при II Харківському медичному інституті. 1939 року вступив на історичний факультет Харківського державного університету ім. А. М. Горького, встиг закінчити два курси історичного факультету, коли навчання було перервано війною. У вересні 1941 р. був мобілізований на будівництво військово-оборонних споруд в Чернігівській області. У листопаді 1941 року, опинившись в оточенні, став пробиратися до Харкова. До лютого 1943 року проживав у селищі Південний Харківського району. Того ж 1943 року, пройшовши разом з матір'ю прифронтову зону, опинився в Воронезькій області, і згодом приїхав до Москви, де почав навчатися на історичному факультеті МДУ, спеціалізувався в єгиптології. Потім був призваний до армії, де служив під Москвою телефоністом 158 артилерійського полку резерву ставки головнокомандувача. З автобіографії Кнорозова:

Я, Кнорозов Юрій Валентинович, народився в 1922 р. в м. Харкові. У 1937 році закінчив 7 класів 46 ж / д школи. Навесні 1939 р. закінчив робітфак при II Харківському медичному інституті. Восени 1939 року вступив на історичний факультет Харківського державного університету, де і закінчив два курси. До війни запи́саний як невійськовозобов'язаний за станом здоров'я. У вересні 1941 р. був мобілізований на будівництво військово-оборонних споруд і спрямований в Чернігівську область. При швидкому просуванні фронту наша будівельна команда була відрізана від інших частин і розсіялася на окупованій території, після чого я почав пробиратися до Харкова. До лютого 1943 року я проживав в сел. Південний Харківського району, проводячи велику частину часу в блуканнях по Харківській і Полтавській області, ховаючись від мобілізацій і здобуваючи прожиток для баби-матері (60 років). У лютому 1943 р. місцевість, де я проживав, на кілька днів була звільнена. При відході наших військ, я, разом з матір'ю, пройшовши фронтову і прифронтову смугу, попрямував до Воронезької області. Райвійськкоматом села Стара-Кріуша я знову був визнаний непридатним до військової служби за станом здоров'я і поступив на роботу в якості вчителя НСШ с. Хоменкове. У жовтні 1943 р приїхав в м Москву і був зарахований на II курс історичного факультету МГУ. 23 / III.1944 р був мобілізований по перереєстрації Краснопресненській ФВК р Москви. Військову службу відбував у школі молодших спеціалістів-ремонтників автомобільних частин, потім в 158 гарматному артилерійському полку. 16 / X.1945 р був демобілізований за указом Президії Верховної Ради, як студент ВУЗу і відновлений на III курс історичного факультету МДУ, який і закінчив у поточному році. Батько — Валентин Дмитрович Кнорозов — директор-полковник шляху і будівництва, начальник відділу вогнетривів Управління заводами будматеріалів. Мати — Олександра Сергіївна — домогосподарка. Брати: Сергій — начальник Центральної геологічний експедиції Міністерства геології. Борис — інженер-підполковник, доцент Артилерійській Академії ім. Дзержинського. Леонід — майор медичної служби, викладач Медичного Інституту в м Сталінграді. Сестра: Галина — старший науковий співробітник Всеукраїнського інституту ендокринології.
25 / VIII.1948 р. м Москва. Ю. Кнорозов. (переклад з російської)

В університеті Кнорозов зміг реалізувати своє захоплення історією Стародавнього Сходу, етнографією і лінгвістикою

Зі мною в гуртожитку жив Юра Кнорозов. Він усе віддавав науці, усе. Отримував стипендію і негайно купував книги, а потім у всіх позичав на їжу. Харчувався водою та хлібом. Займався розшифровкою писемності мая. Це йому вдалося, і він став усесвітньо відомим ученим.

### Історія про врятовані книги про мая
Відомо, що він не брав участь у взятті Берліна, але, тим не менш, згідно з виниклою пізніше офіційною версією, саме з Берліна, як військовий трофей, він приніс дві виключно важливі для всякого дослідника мая книги, нібито «врятовані з полум'я пройнятої вогнем книгозбірні». Цю легенду було опубліковано в журналістському нарисі кінця 50-х, де прославляли видатні вчинки молодих громадян СРСР[джерело?].
Природно, що Кнорозов мав бути знайомий з виданням, але він ніколи про нього не згадував. В останні роки, Юрій Валентинович намагався позбутися «дурнуватої та безглуздої», як він сам говорив, легенди та по-новому представити ті далекі події — книги лежали у скринях підготовленої для евакуації німецької книгозбірні в Берліні, звідти їх узяли радянські офіцери. Проте багато що продовжує залишатися неясним: по-перше, як, зрештою, ці книги потрапили до Кнорозова?. А по-друге — навіщо якомусь офіцерові знадобилися такі видання, як «Повідомлення про справи в Юкатані» францисканського монаха XVI століття Дієго де Ланди у публікації Брассер де Бурбура і «Кодекси мая» з гватемальської публікації братів Вільякорта? Великий учений помер, так і не поділившись до кінця таємницею. На картці, що коментувала походження однієї з книг, є приписка: «цей листок прошу негайно знищити»[джерело?]. Кому і чому він обіцяв мовчати? Тепер про це можна тільки здогадуватись. Адже завдяки цим двом книгам і було здійснено дешифрування ієрогліфічного письма мая.
У війську Кнорозов уперто відмовлявся йти на офіцерські курси, щоби швидше демобілізуватись і повернутися до наукової роботи.

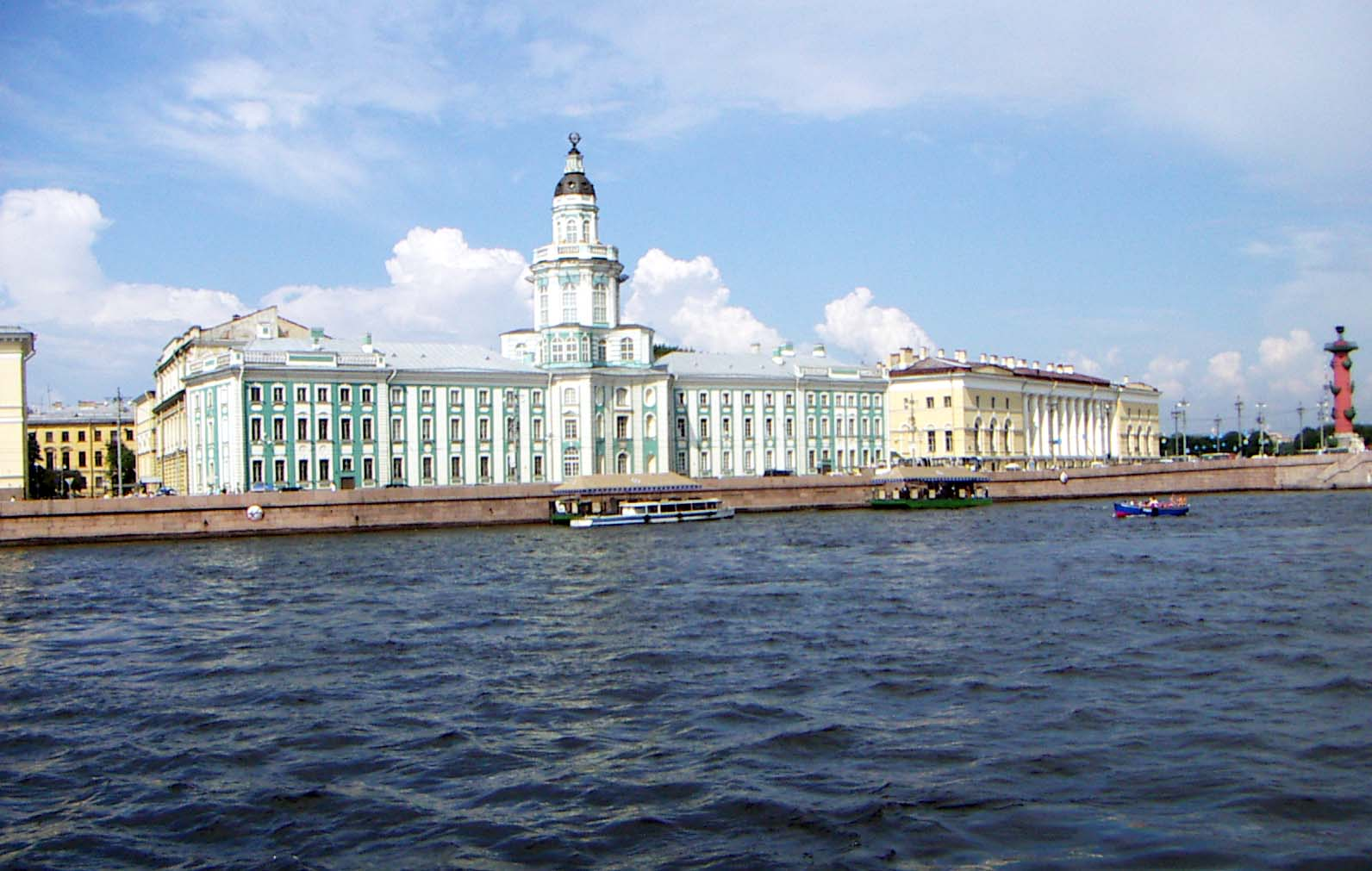
Будівля Кунсткамери, фото 2005 р.

1945 року Кнорозов повернувся в університет на кафедру етнографії, щоб продовжити свої дослідження в царині шаманських практик. Працюючи в московському відділенні Інституту етнографії та антропології ім. Н. Н. Миклухо-Маклая АН СРСР, Кнорозов провів кілька місяців в Узбецькій і Туркменській РСР, беручи участь у роботі Хорезмської експедиції. Працюючи в Середній Азії, він працював над вивченням специфіки взаємин кочових етнічних груп і осілих цивілізацій у регіоні від стародавніх часів до періоду експансії Російської імперії. І в цей час на очі Кнорозова потрапила опублікована 1945 року стаття німецького дослідника Пауля Шелльхаса під назвою «Дешифрування писемності мая — нерозв'язна проблема». Ця публікація різко змінила його наукові плани. Він залишає шаманські практики, щоби відповісти на виклик Шелльхаса: «Як це нерозв'язна проблема? Те, що створено одним людським розумом, не може не бути розгадано іншим». Цієї позиції він дотримувався все своє життя. Після закінчення інституту Кнорозов став співробітником Інституту етнології та антропології ім. Н. Н. Миклухо-Маклая РАН (Кунсткамера) у Ленінграді (Санкт-Петербурзі), де працював до самої смерті.

## Дешифрування писемності мая

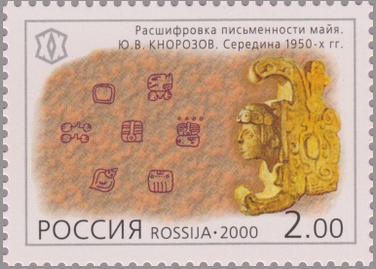
Поштова марка Росії, присвячена дешифрування маянської писемності Ю. В. Кнорозовим

До проблеми дешифрування ієрогліфіки мая Кнорозов звернувся за рекомендацією свого вчителя та наукового керівника професора Сергія Олександровича Токарєва, який підтримав студента в піку його попередньому науковому керівнику — Сергію Павловичу Толстову, з яким у Кнорозова одразу не склалися стосунки і який не вірив у можливість дешифрування писемності мая. 1947 року Кнорозов закінчив роботу над дисертацією, присвяченій «абетці де Ланди», складеній в XVI столітті іспанським єпископом Дієго де Ланда, що «прославився» спаленням автентичних текстів мая, на підставі повідомлень маянських інформаторів. Праця де Ланди залишалася невідомою до 1862 року, коли одна з його копій була виявлена в бібліотеці Мадридської королівської академії Шарлем-Етьєном Брассер де Бурбуром. Після цього дослідниками робилося чимало спроб дешифрування системи письма мая на підставі «Алфавіту де Ланди», але їхні невдачі призвели до того, що в середині XX століття в науці утвердилося панівне переконання щодо помилковості даних де Ланди.
Кнорозов склав каталог ієрогліфів мая (опублікований 1999 року в Мексиці в трьох томах) і до 1952 року зміг встановити фонетичне читання деяких з них. Передусім його цікавили тексти в збережених кодексах мая. Доповідь Ю. В. Кнорозова на захисті дисертації на здобуття ступеня кандидата історичних наук (29 березня 1955, тема: «„Повідомлення про справи в Юкатані“ Дієго де Ланди як етно-історичне джерело») тривала три з половиною хвилини, після обговорення йому одноголосно була присуджено ступінь доктора історичних наук. Захист дисертації по індіанцях мая став науковою та культурною сенсацією в Радянському Союзі. Дуже швидко про дешифрування дізналися і за кордоном. Жодного разу не побувавши у Мексиці, радянський дослідник зробив те, чого не домоглися багато вчених різних країн, що роками проводили польові дослідження. Не виходячи з кабінету, він дешифрував давню писемність, ґрунтуючись на текстах трьох збережених рукописів, що дозволило йому в подальшому придумати оборонну фразу: «Я — кабінетний учений. Щоб працювати з текстами, немає необхідності лазити по пірамідах». А насправді йому дуже хотілося опинитися в Мексиці. Але це було неможливо — він був «невиїзним». Єдиною його поїздкою за кордон у той час стала участь у Міжнародному конгресі американістів в Копенгагені 1956 року.
На початку 1960-х років Кнорозову запропонували брати участь у складанні першої комп'ютерної програми для машинної обробки текстів мая. Група програмістів з Новосибірська, забравши всі матеріали Кнорозова, спробувала створити якусь базу даних за знаками рукописів. Через деякий час новосибірська група урочисто оголосила про те, що у них розроблена «теорія машинного дешифрування» та видала в 4 томах комп'ютеризовану базу даних Кнорозова. Видання піднесли Хрущову. З точки зору фахівців, оголошене «машинне дешифрування» не мало ніякої наукової цінності, тим більше, що 1963 року вийшла узагальнююча монографія Кнорозова «Писемність індіанців мая» з каталогом ієрогліфів та словником. Однак це непорозуміння поставило для малознаючої публіки під сумнів справжні результати розшифрування. За кордоном противники також скористалися цим приводом, щоб оскаржити відкриття радянського вченого.
Повний переклад ієрогліфічних рукописів мая був опублікований 1975 року. За цю роботу Ю. В. Кнорозов 1977 року був удостоєний Державної премії СРСР. У цей період ним були написані теоретичні роботи, присвячені релігії мая, вотивним формулами на маянській кераміці, пізніше — етногенезу мая, велося дешифрування протоіндійських писемностей, розглядалися можливості дешифрування писемності острова Пасхи. Коло наукових інтересів Кнорозова було широке — від дешифрування древніх систем письма, лінгвістики та семіотики, до заселення Америки, археоастрономії, шаманізму, еволюції мозку та теорії колективу.

## Теорії сигналізації, комунікації та колективу
Одним з напрямків діяльності Кнорозова була розробка теорій сигналізації, комунікації та колективу. Ці дослідження велися в рамках програми «Мозок» спеціальної комісії Президії АН СРСР. Базові положення теорії дешифрування були викладені Ю. В. Кнорозовим у статті «Невідомі тексти», опублікованій як передмова до збірки матеріалів з дешифрування древніх систем писемності. Системний підхід до виникнення комунікації в колективі був сформульований у статті «До питання про класифікацію сигналізації».
Формулюючи основи свого системного підходу до «теорії колективу», Ю. В. Кнорозов зазначав, що всі системи неживої та живої природи підкоряються загальним закономірностям, що діють у Всесвіті («універсальній системі»), однією з яких, що притаманна всім системам, є тенденція до розвитку від нижчих форм до вищих. Розвиток можна інтерпретувати як придбання даною системою певною мірою деяких властивостей «універсальної системи». Виникнення системи вищого порядку внаслідок якісного стрибка призводить до появи нових властивостей, які, природно, не можуть бути зведені до властивостей складових одиниць системи. Так, властивості елементарних частинок не аналогічні властивостям основної диференційованої системи живої природи — атома, а властивості інтегрованих систем — молекули, кристала — не є сумою властивостей складових їх атомів. Кожному рівню властиві свої особливості та закономірності розвитку. В умовах нашої планети найвищою з організації інтегрованою системою є живий організм. Асоціація людей не є подальшим розвитком або вищою формою об'єднання тварин, а являє собою такий тип диференційованої системи, тобто об'єднання об'єднань.

## Пізні роки
У краю мая дешифрувальникові вдалося побувати лише в 1990 році, коли він був запрошений президентом Гватемали Вінісіо Сересо Аревало. Запрошення збіглося з періодом активних зусиль з розморожування дипломатичних відносин із цією центральноамериканською країною. Уряд Гватемали організував для Кнорозова відвідування всіх найяскравіших визначних пам'яток країни і відзначив заслуги великого вченого врученням йому Великої Золотої медалі президента Гватемали.
1995 року в посольстві Мексики в Москві Кнорозов був нагороджений орденом Ацтекського орла, який вручається мексиканським урядом іноземним громадянам за виняткові заслуги перед Мексикою.
1999 року Юрій Валентинович Кнорозов помер. Поширені в ЗМІ вістки, що немовби він помер на виставленому до коридору лікарняному ліжку в Санкт-Петербурзі в повній самоті, незадовго до отримання гранту Гарварду, були спростовані його донькою Катериною..
Похований на Ковальовському кладовищі під Санкт-Петербургом, пам'ятник встановлено на могилі у 2004 році за допомоги Сергія Миронова.

## Цікаві факти
- За спогадами Г. Г. Єршової, учениці Кнорозова (нині доктора історичних наук), Кнорозов у дитинстві отримав сильний удар по голові, граючи у футбол. Наслідком став струс мозку, дивом пощастило зберегти зір. Уже в зрілі роки він вважав, що його лінгвістичні здібності були результатом травми, і жартував, що майбутніх дешифрувальників давніх писемностей слід «лупити по голові» — справа тільки в правильному методі.
- За спогадами Г. Г. Єршової, перед захистом дисертації Юрій Валентинович серйозно побоювався арешту. Справа в тому, що у класиків марксизму зазначено, що ієрогліфічна писемність, як у мая, відповідає стадії розвиненої класової держави, однак в одній з робіт Енгельса зазначено, що у мая держави не було. Таким чином, автора можна було б запідозрити в ревізії марксизму.
- Юрій Кнорозов — один з героїв роману Дмитра Глуховського «Сутінки».

## Основні роботи
- Кнорозов Ю. В. Древняя письменность Центральной Америки // Советская этнография, 1952, № 3. С. 100—118. (рос.)
- Кнорозов Ю. В. Письменность древних майя: (опыт расшифровки) // Советская этнография, 1955, № l. С. 94-115. (рос.)
- Кнорозов Ю. В. Система письма древних майя. М., 1955. — 96 с. (рос.)
- Кнорозов Ю. В. «Сообщение о делах в Юкатане» Диего де Ланда как историко-этнографический источник // Ланда, Д. де. Сообщение о делах в Юкатане. М.; Л., 1955. С. 3-96.1 частина [Архівовано 11 Жовтня 2011 у Wayback Machine.] 2 частина [Архівовано 26 Червня 2008 у Wayback Machine.] (рос.)
- Кнорозов Ю. В. Население Мексики и Центральной Америки до испанского завоевания // Народы мира: Этнографические очерки: Народы Америки. Т. 2. М., 1959. С. 55—100. (рос.)
- Кнорозов Ю. В. Письменность индейцев майя. М.—Л., 1963. — 664 с. (доступно на сайте https://web.archive.org/web/20071210184137/http://sovietthings.narod.ru/knigi/knigi.html) (рос.)
- Кнорозов Ю. В. Иероглифические рукописи майя. Л., 1975. — 272 с. (доступно на сайте https://web.archive.org/web/20071210184137/http://sovietthings.narod.ru/knigi/knigi.html) (рос.)
- Кнорозов Ю. В., Ершова Г. Г. Диего де Ланда как основоположник изучения культуры майя (из истории миссионерской культуры XVI в.) // Iberica Americans: Культуры Нового и Старого Света XVI—XVIII вв. в их взаимодействии. СПб., 1991. С. 80-86. (рос.)
- Кнорозов Ю. В. Имена богов в рукописях майя: Общий обзор // История и семиотика индейских культур Америки / Отв. ред. А. А. Бородатова, В. А. Тишков. М., 2002. С. 23-97. (рос.)
- Кнорозов Ю. В., Бутинов Н. А. Предварительное сообщение об изучении письменности острова Пасхи // Советская этнография, 1956, № 4. С. 77-91. (рос.)
- Кнорозов Ю. В., Бутинов Н. А. Новые материалы об острове Пасхи: О списке «королей» острова Пасхи // Советская этнография, 1957, № 6. С. 38-42. (рос.)
- Кнорозов Ю. В. Характеристика языка протоиндийских надписей // Предварительное сообщение об исследовании протоиндийских текстов. М., 1965. С. 46-51. (рос.)
- Кнорозов Ю. В. Формальное описание протоиндийских изображений // Proto-indica. 1972: Сообщение об исследовании протоиндийских текстов. Ч. 2. М., 1972. С. 178—245. (рос.)
- Кнорозов Ю. В. Протоиндийские надписи: К проблеме дешифровки // Советская этнография, 1981, № 5. С. 47-71. (рос.)
- Альбедиль М. Ф., Волчок Б. Я., Кнорозов Ю. В. Исследование протоиндийских надписей // Забытые системы письма: остров Пасхи, Великое Ляо, Индия: Материалы по дешифровке. М., 1982. С. 240—295. (рос.)
- Кнорозов Ю. В. К вопросу о классификации сигнализации // Основные проблемы африканистики. М., 1973. (рос.)
- Кнорозов Ю. В. К вопросу о генезисе палеолитических изображений // Советская этнография, 1976, № 2. (рос.)
- Кнорозов Ю. В. Этногенетические процессы в древней Америке // Проблемы истории и этнографии Америки. М., 1979. (рос.)
- Кнорозов Ю. В. Неизвестные тексты // Забытые системы письма. М., 1982. (рос.)
- Кнорозов Ю. В. К вопросу о связях доколониальной Америки со Старым Светом // Латинская Америка, 1986, № 1. С. 84-98. (рос.)
- Кнорозов Ю. В. Этногенетические легенды. Общий обзор // Вопросы этнической семиотики. Забытые системы письма. СПб, 1999. (рос.)